# Inge II van Noorwegen
Inge II Bårdsson (1185 - Nidaros, 23 april 1217) was van 1204 tot 1217 koning van Noorwegen. Inge was een zoon van Bård Guttormsson en Cecilia Sigurdsdotter, een dochter van koning Sigurd 'Munn' en een oudtante van Guttorm.

## Achtergrond
Inges moeder Cecilia was eerder getrouwd geweest met Folkvid 'de Rechtspreker' in Värmland, Zweden. Haakon 'Galen', de regent tijdens Gotturms regeerperiode, was hun zoon. Nadat haar broer in Noorwegen koning was geworden verliet ze Folkvid en reisde af naar Noorwegen. Nadat ze verklaarde dat ze tegen haar wil was getrouwd, annuleerde de aartsbisschop haar huwelijk met Folkvid. Zij zou hertrouwen met Bård Guttormsson, een van Sverres betrouwbaarste volgelingen, en een prominent leenman uit de regio van Trøndelag. Inge was hun enige zoon.

## Troonsaanvaarding
Nadat koning Sverre in 1202 was overleden zouden ook zijn zoon Haakon III en kleinzoon Guttorm binnen twee jaar sterven. De Birkebeiners konden nu geen koning uit de mannelijke afstammingslijn van Sverre meer kiezen, nog onwetend van het bestaan van Haakon Håkonsson. De oude tegenstanders van Sverre, de Bagli-partij, maakten gebruik van deze situatie en begonnen een nieuwe invasie in Viken (het gebied rond het huidige Oslofjord) onder leiding van hun koning Erling Steinvegg. De Birkebeiner-partij hadden een sterke leider nodig om tegenstand te kunnen bieden. De Birkebeinse leiders wensten de jarl Haakon 'Galen' als hun koning. Maar aartsbisschop Erik van Nidaros en de boeren van Trøndelag stonden erop dat Inge Bårdsson, die tot dan toe alleen in Trøndelag de leiding had gehad, als koning werd gekozen. Er werd een compromis bereikt: Inge werd koning, terwijl jarl Haakon de militaire leider werd en de helft van de koninklijke inkomsten zou ontvangen.

## Regering
In de jaren 1204-1208 zouden intensieve gevechten plaatsvinden tussen de Birkebeiners en de Bagli-partij. Koning Erling Steinvegg stierf in 1207 en de Bagli-partij zou de strijd voortzetten onder hun nieuwe koning Filippus Simonsson. De Bagli's heersten in het Viken-gebied rond Oslo en Tønsberg, de Birkebeiners onder koning Inge (II) controleerden Trøndelag met Nidaros als centrum, terwijl de macht in het westen van Noorwegen, rond Bergen, enkele keren tussen deze twee partijen werd gewisseld. Op 22 april 1206 zouden de Bagli's een aanval plaatsen op Nidaros tijdens het huwelijks feest voor Inges zuster Sigrid en Inge zelf kon ternauwernood ontsnappen door de toen ijskoude rivier Nidelva over te zwemmen. Het jaar daarop plaatsten de Birkebeiners een geslaagde tegenaanval op Tønsberg. Maar de oorlog zou voortduren zonder dat beide partijen in staat was een doorslaggevende overwinning te boeken. In de herfst van 1207 zouden de aartsbisschop Tore van Nidaros en bisschop Nicolaas van Oslo, en fervent aanhanger van de Bagli-partij, onderhandelingen beginnen om tot een akkoord tussen de beide strijdende partijen te komen. Het lukte hen om in de herfst van 1208 een ontmoeting tussen Inge, Haakon 'Galen' en Filippus in Kvitsøy in Rogaland te bewerkstelligen. De drie kwamen tot een overeenkomst waarbij Filippus akkoord ging om zijn koningstitel en zijn koninklijke zegel op te geven. Hij zou wel in oostelijk Noorwegen, het Viken-gebied, blijven regeren, behalve Bohuslän, nu met de titel jarl onder koning Inge. Jarl Haakon 'Galen' zou de macht in westelijk Noorwegen, het gebied rond Bergen, krijgen. Inge zou direct regeren over Trøndelag en de enige koning over geheel Noorwegen zijn. Om het verdrag te bezegelen zou Filippus in het huwelijk treden met Christina, een nicht van Inge en een dochter van koning Sverre.
Het vredes verdrag hield de rest van Inges regeerperiode stand. Niettemin zou Filippus de bereikte akkoorden niet nakomen en bleef hij zich koning noemen en behield hij ook de koninklijke zegel. De onderlinge verhoudingen tussen Inge en zijn halfbroer Haakon 'Galen' waren van tijd tot tijd ook gespannen. Toen het duidelijk werd dat Filippus zich koning bleef noemen, ondernam ook Haakon pogingen om zich tot koning te verklaren. Inge weigerde dit te accepteerden, en in plaats daarvan ondertekenden ze een overeenkomst die inhield dat de langst levende broer de erfgenaam zou zijn van het gebied van de andere en alleen een wettige zoon de erfgenaam van hen beiden zou zijn. Haakon had een wettige zoon, terwijl Inge alleen een buitenechtelijke zoon had; Guttorm (in 1206 geboren bij een concubine Gyrid genaamd). In 1214 onderdrukte Inge een opstand onder de boeren van Trøndelag, een opstand waarvan Haakon 'Galen' verdacht werd deze georganiseerd te hebben. Een openlijk conflict tussen de beide broers bleef echter uit. Toen Haakon kort na Kerstmis 1214 een natuurlijke dood stierf, kwam ook Haakons gebied onder de heerschappij van Inge.
In 1217 werd Inge ziek en tijdens zijn ziekte benoemde hij zijn jongere half-broer Skule Bårdsson tot jarl (lees: regent) en opperbevelhebber van het leger. Op 23 april 1217 zou Inge overlijden. Hij zou begraven worden in de kathedraal van Nidaros. Zijn opvolger was de dertien jaar oude Haakon Håkonsson, en de buitenechtelijke zoon van Haakon III van Noorwegen die was opgegroeid op de hoven van koning Inge en jarl Haakon sinds zij in 1206 van zijn bestaan op de hoogte waren gekomen. Jarl Skule Brådsson zou de komende jaren de regent blijven.

## Beoordeling van Inge
Menige historici zien Inge als een zwakke koning. Hij verwierf nooit de controle over geheel Noorwegen en ging ermee akkoord om de macht te delen met de Bagli-partij en waaraan hij zelfs vasthield toen Filippus de gesloten overeenkomst aan zijn laars lapte. Andere historici geven het inzicht dat Inge juist een sterke regeerder was. Hij is in staat geweest om de druk te weerstaan van de oorlogszuchtige Birkebeiners en een halt toe te roepen aan de vernietigende burgeroorlogen.
De Bagler saga's, een gelijktijdig geschreven bron, beschrijft Inge als een uiterst rustige en kalme man die ver van feesten bleef en bij voorkeur zijn tijd doorbracht in zijn eigen hoofdkwartieren met zijn naaste vrienden, een karaktertrek die sommige van zijn aanhang tegenstond. Sinds zijn noodgedwongen zwempartij over de rivier de Nidelva tijdens de aanval op Nidaros in 1206 had Inge een zwakke gezondheid.